# Chernelházadamonya
Chernelházadamonya é um município da Hungria, situado no condado de Vas. Tem 7,85 km² de área e sua população em 2015 foi estimada em 192 habitantes.